# 베르베라저빌
베르베라저빌(Gerbillus acticola)은 황무지쥐아과에 속하는 설치류의 일종이다. 주로 소말리아에 분포하지만, 에티오피아와 지부티에서도 서식하는 것으로 추정된다. 에티오피아 건조 초원 지대 및 관목 지대의 토착종이다.

## 특징
베르베라저빌의 머리부터 몸까지 평균 몸길이는 94mm이고, 꼬리 길이는 평균 129mm이다. 작은 저빌로 상체의 털은 모래빛 오렌지색을 띠고, 털 각각의 줄기는 회색이고 털 끝은 오렌지색이다. 옆구리는 약간 연한 색을 띠며, 털은 희고 끝은 오렌지색이다. 하체는 순백색이며, 등 쪽과 배 쪽 사이에 명확한 경계색을 가진다. 눈 주위에 둥글게 흰 반점이 있고, 뺨과 아랫턱, 목, 발은 희다. 발바닥은 털이 없다. 꼬리는 길고, 윗 면은 모랫빛 오렌지색, 아랫면은 연한 색을 띤다. 털 끝은 희고, 갈색의 좁은 붓꼬리 형태를 띤다. 보통 큰이집트저빌과 크기와 겉모습이 비슷하지만, 지리적 분포가 다르다.

## 분포 및 서식지
베르베라저빌은 아프리카의 뿔의 토착종이다. 소말리아 북서부 베르베라에 세 곳의 모식 산지가 알려져 이으며, 모식 표본은 불하르와 부라오에서 발견된다. 이 두 곳은 저지대에 있었지만, 부라오 근처의 위치는 해발 1000m 지역이다. 정확한 서식지는 잘 알려져 있지 않지만, 수집가들은 "모래 평원에서 포획되며, 잘 포획된다"고 기술하고 있다.

## 보전 상태
베르베라저빌는 잘 알려지지 않은 종이다. 겨우 몇 점의 표본을 수집했고, 분포 범위는 명확하게 기술되어 있지 않다. 발견되는 장소와 보전 상태, 생태학적 요구, 직면하고 있는 위협 요소에 대한 정보가 부족하기 때문에 국제 자연 보전 연맹(IUCN)이 보전 상태를 "정보부족종"으로 분류하고 있다.